# Norbert Ehry
Norbert Ehry (* 1948 in Frankfurt am Main) ist ein deutscher Autor.

## Leben
Norbert Ehry absolvierte ein Studium der  Theaterwissenschaft an der Hochschule für Fernsehen und Film München. Zunächst arbeitete er als Drehbuchautor für einige Tatort-Filme. Es folgte die Arbeit an der Fernsehserie Alles Paletti sowie das Drehbuch zu dem Fernsehfilm Amok.
Für die Produktion des Fernsehspiels Der große Abgang, für das Ehry kritisch und realitätsnah den Selbstmord des St.-Pauli-Killers Pinzner als Vorlage verwendete, erhielt er zusammen mit dem Regisseur Nico Hofmann 1995 den Fernsehspielpreis der Deutschen Akademie der darstellenden Künste.

## Drehbuch (Auswahl)
- 1979: Tatort – Ende der Vorstellung
- 1983: Tatort – Peggy hat Angst
- 1985: Hautnah
- 1986: Tatort – Aus der Traum
- 1989: Tatort – Die Neue
- 1992: Tatort – Unversöhnlich
- 1994–1995: Faust (Fernsehserie, 3 Folgen)
- 1995: Der große Abgang
- 1996: Gewagtes Spiel
- 1997: Tatort – Bluthunde
- 1998: Die Entführung
- 1999: Tatort – Offene Rechnung
- 2001: Tatort – Bestien
- 2001: Sperling und das letzte Tabu
- 2003: Sperling und die Angst vor dem Schmerz
- 2003: Tatort – Das Phantom
- 2004: Unter Verdacht – Willkommen im Club
- 2006: Tatort – Liebe am Nachmittag
- 2007: Das Duo – Echte Kerle
- 2009: Das Duo – Wölfe und Lämmer
- 2009: Schlaflos
- 2010: Tatort – Keine Polizei
- 2014: Momentversagen
- 2015: Tatort – Dicker als Wasser
- 2016: Tatort – Durchgedreht

## Auszeichnungen (Auswahl)
- 1986 Adolf-Grimme-Preis mit Bronze für Hautnah (zusammen mit Peter Schulze-Rohr)
- 1995 Fernsehspielpreis der Deutschen Akademie der darstellenden Künste, zusammen mit Nico Hofmann